# Raba líubvi
Raba líubvi (rus: Раба любви Esclava d'amor) és una pel·lícula de comèdia romàntica i dramàtica soviètica de 1976 dirigida per Nikita Mikhalkov i escrita per Friedrich Gorenstein i Andrei Kontxalovski. És protagonitzada per Elena Solovei, Rodion Nakhapetov i Aleksandr Kaliagin. La pel·lícula tracta sobre una actriu de cinema mut, Olga Voznesenskaia (Elena Solovei), les pel·lícules de la qual són tan admirades pels revolucionaris que s’arrisquen a capturar-la en veure-la a la pantalla. El personatge d'Olga es va inspirar en Vera Kholodnaia.

## Argument
La pel·lícula està ambientada a la tardor de 1918, durant la Guerra Civil Russa.
L'estrella del cinema mut, Olga Voznesenskaia, acaba de celebrar un triomf, juntament amb el seu coprotagonista i amant, Vladimir Maksakov, a la comèdia romàntica "Esclava d’amor". Els bolxevics han capturat Moscou, i l'equip de la pel·lícula es trasllada al sud, a Odessa, per tal de treballar en una nova producció lluny de la lluita. Olga és una estrella difícil, de vegades desbordada, de vegades profundament embolicada en el seu propi estrellat. Maksakov no acompanya els altres a Odessa, la qual cosa significa que s'ha d'aturar el rodatge. En qualsevol cas, Olga s'ha negat a aparèixer sense la seva parella, i les existències restants de pel·lícules no utilitzades s'han fet malbé. Al plató, l'Olga coneix l'operador de càmera, Viktor Potozki, i aviat s'enamora d'ell. A més, Fedotov, el cap d'espies local del "Guàrdia Blanca" (una important força antibolxevic a la massa real Guerra Civil de l'època), apareix al plató de pel·lícula amb una freqüència creixent, mentre que els bolxevics estan sent arrestats a tot el país.
Al cap d'un temps, més actors i personal de suport apareixen de Moscou, que porten amb ells materials nous perquè el rodatge es pugui reprendre. Maksakov no està amb ells, però, i el seu paper es reformula. El gust del públic per les pel·lícules mudes s'ha mogut, i hi ha un requisit per a adornaments exòtics que Voznesenskaia, com la seva parella absent Maksakov, rebutja com artísticament contraproduents. Però quan Voznesenskaia reacciona de manera excessiva i se'n va al cinema, anunciant que la pel·lícula que estan fent és mentida, els seus fans l'omplen de flors, cosa que la calma una mica.
Un dia, l'operador de càmera Viktor Potozki arriba tard al plató, i aparentment borratxo. El rodatge es veu interromput per la intervenció del cap d'espies dels Russos Blancs Fedotov. Fedotov està buscant tots els equips cinematogràfics d'Odessa per intentar trobar un operador de càmera que una estona abans havia filmat, en secret, la mort per tiroteig d'un revolucionari. Viktor, que en realitat està completament sobri, admet a l'Olga que és l'operador de càmera que busca Fedotov. Potozki havia utilitzat la pel·lícula suposadament espatllada per filmar les atrocitats de la Guàrdia Blanca per tal de promoure la causa bolxevic. "A Europa fan públique les atrocitats bolxevics", diu, "però haurien de mirar això!" El metratge de la pel·lícula en qüestió es troba al cotxe de Potozki. L'Olga el rescata amb èxit, i s'entusiasma en adonar-se que, amb aquesta acció, ha salvat la vida d'en Viktor. Poc després, per invitació de Viktor, se li ofereix una projecció secreta del metratge. Mostra els seus afusellaments d'insurgents arran de les denúncies, la fam dels refugiats i el patiment dels que queden enrere. Olga està destrossada i ara es nega a continuar amb el seu propi treball al plató de la pel·lícula.
Un tema de la pel·lícula és la interfície entre l'apolítica Olga i l'equip de la pel·lícula, i l'apassionat compromís polític que representa l'operador de càmera Potozki. A mesura que les veritables prioritats de Potozki emergeixen a poc a poc, comencen a sobreposar-se dos poderosos conjunts d'emocions, amb l'exclamació d'Olga: "Déu meu, quina cosa més bonica és participar en una causa per la qual pots morir o acabar a la presó!" Sembla que l'Olga s'ha enamorat de Potozki, amb qui es troba en un cafè perquè ell pugui lliurar el rodet secret de la pel·lícula perquè la guardi fins al vespre. No obstant això, quan surten del cafè Potozki és assassinat a trets pels homes de Fedotov.
L'Olga ara intenta passar la pel·lícula als companys partidaris bolxevics de Pototski, però sembla que no en saben res. Aquella nit, l'espia rus blanc, Fedotov, torna a aparèixer al plató de la pel·lícula, on l'equip de producció està intentant que l'Olga, ara molt apàtica, acabi l'escena del suïcidi de la seva pel·lícula. De sobte arriben els companys de Potozki. Disparen en Fedotov i els seus homes, i s'afanyen, s'emporten l'Olga i la pel·lícula amb ells. Col·loquen a l'Olga en un tramvia i obligarà el conductor a portar-la a un hotel al centre de la ciutat. No obstant això, durant el trajecte el conductor salta i alerta la Guàrdia Blanca que hi ha revolucionaris al tramvia. Els guàrdies salten als seus cavalls i persegueixen el tramvia, des del qual Olga els maleeix com a "bèsties". El tramvia i els seus perseguidors desapareixen entre la boira.

## Repartiment
- Elena Solovey com a Olga Nikolaievna Voznesenskaia
- Rodion Nakhapetov com a Victor Pototski
- Aleksandr Kalyagin com a Koliagin
- Oleg Basilashvili com a Iujakov
- Evgeny Steblov com a Kanin
- Vera Kuznetsova com a mare d'Olga
- Nikita Mikhalkov com a Ivan
- Konstantin Grigorev com a Fedotov
- Nikolai Pastukhov com a Veniamin Konstantinovitx
- Gotlib Roninson com a Figel
- Aleksandr Adabashyan com a director
- Yuri Bogatyryov com a Maksakov

## Background and production

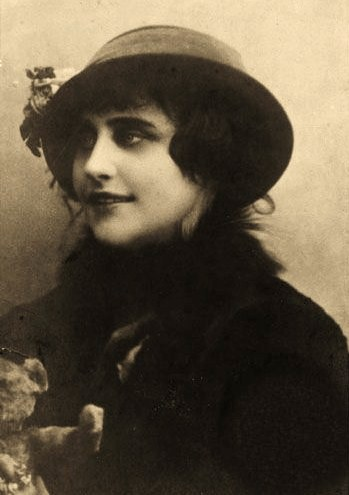
Vera Kholodnaia, va inspirar el personatge d’Olga

Vera Kholodnaia, de vegades descrita com la primera gran estrella de cinema de Rússia, va ser la inspiració per al personatge d'Olga Voznesenskaia. Va morir a Odessa el 1919 a causa de la grip a mitjans dels vint anys. Es rumorejava que Kholodnaia havia treballat com a espia bolxevic al final de la seva vida. El 1972, el director soviètic Rustam Khamdamov va començar a fer una pel·lícula biogràfica sobre Kholodnaia, sota el títol "Нечаянные радости" ("Plaers inadvertits"); però la producció es va interrompre i el projecte no es va acabar mai. Alguns dels vestits creats per a la pel·lícula de Khamdamov es van utilitzar després a Raba líubvi. A més, Elena Solovei, que interpreta a Olga a Raba líubvi, havia estat prèviament l'actriu escollida per al paper protagonista a la pel·lícula inacabada de Khamdamov.
La major part de la pel·lícula es produeix a tot color convencional. No obstant això, la "pel·lícula secreta" produïda per Víktor de les atrocitats de la Guàrdia Blanca, inclosa quan la projecta per a l'Olga, utilitza monocroms: aquestes seccions s'entrellacen amb imatges contemporànies de la Guerra Civil Russa. A més, escenes de la pel·lícula muda amb Olga apareixen de vegades al fons en "blanc i negre".

## Temes i influència
Birgit Beumers, l'autora de Nikita Mikhalkov: The Filmmaker's Companion, creu que a la pel·lícula, Mikhalkov ofereix una visió idealitzada de la revolució, no basada en la realitat, en què tracta revolució i amor com a sinònims. Ella escriu: "la seducció sexual al vell món és substituïda per la seducció política realitzada per Viktor per portar a Olga al costat de la Revolució; el suïcidi d'Olga a la pel·lícula del vell món és substituït per la rendició de la seva vida a l'ideal del bolxevisme: salva la pel·lícula de Viktor i viatja ella mateixa cap a una nova vida". A part d'emetre un "comentari subtil sobre la naturalesa de la pel·lícula", amb una realitat de pantalla "falsa, artificial i trillada", per a Beumers, Olga es "presenta com un tipus en un melodrama”, que és incapaç de veure la realitat, i es distreu de la realitat política a través del cinema.
Beumers destaca la manera com sembla que Mikhalkov es burla de l'equip de filmació de la pel·lícula, amb l'obesitat del director Kaliagin, la preocupació del productor Iujakov per l'arribada de la pel·lícula, el bloc del guionista Konstantinovitx i els temors a la imatge de l'actriu Olga. A Beumers li agrada una de les escenes dels tres fotogrames de l'estàtua del lleó d’El cuirassat Potemkin de Serguei Eisenstein. Beumers també assenyala l'ús efectiu per part de Mikhalkov d'insercions en blanc i negre, incloent-hi el propi metratge de la pel·lícula muda, i el metratge documental de Viktor, que creu que representen la història, contrastant-la amb el present en color.
Nancy Condee assenyala que en combinar el missatge revolucionari amb la manera d'expressió melodramàtica, Mikhalkov és capaç de "gesticular en un espai més enllà del marxisme-leninisme i, al mateix temps, en cap sentit s'hi oposa o nega". Escrivint sobre Raba líubvi, Condee torna a proposar la caracterització del melodrama de Christine Gledhill, "si la recerca implacable del realisme de veritat i autenticació renovades l'empeny cap al futur, la recerca del melodrama d'alguna cosa. perduda, inadmissible, reprimida, el lliga a un passat atàvic".

## Llançament i recepció
Raba líubvi es va estrenar als cinemes de la Unió Soviètica el 27 de setembre de 1976. A l'estranger, va aparèixer als cinemes de la República Democràtica Alemanya el 21 de gener de 1977. Es va transmetre per primera vegada a la televisió d'Alemanya de l'Est el 21 de juliol de 1977. Mentrestant, a la República Federal Alemanya les projeccions de cinema van començar el 2 de juliol de 1987. El públic de la televisió d'Alemanya Occidental va tenir la primera oportunitat de veure la pel·lícula només el 28 de febrer de 1996, molt després de la reunificació, quan es va projectar al canal francoalemany Arte. El 2005, Icestorm va editar un DVD de Raba líubvi, com a part de la seva sèrie "Russian Classics".
Aclamat per la crítica, Mikhalkov va guanyar el millor director al Festival Internacional de Cinema de Teheran el 1976. El 1978, la pel·lícula va ser votada com una de les millors pel·lícules estrangeres pel National Board of Review i va ser votada la 3a millor pel·lícula estrangera de l'any tant als Los Angeles Film Critics Association Awards com als New York Film Critics Circle Awards.
The New York Times la va qualificar d'una "obra mestra inesperada", mentre que Jack Nicholson i el director Monte Hellman la van elogiar molt.